# Nguyễn Phú Trọng
Nguyễn Phú Trọng, né le 14 avril 1944 dans le district de Dong Anh (Indochine française) et mort le 19 juillet 2024 à Hanoï (Viêt Nam), est un homme d'État vietnamien. Il exerce les fonctions de président de l'État du 23 octobre 2018 au 5 avril 2021.
Il préside auparavant l'Assemblée nationale vietnamienne du 26 juin 2006 au 27 juillet 2011, puis devient secrétaire général du Parti communiste vietnamien (PCV) du 19 janvier 2011 à sa mort.

## Biographie
Nguyễn Phú Trọng est né le 14 avril 1944 dans le district de Dong Anh (banlieue de Hanoï). Diplômé de l'université nationale du Vietnam de Hanoï, il a une bonne connaissance de la langue russe, apprise à la fin des années 1950. Il parle aussi couramment le chinois mandarin.
En avril 2006, lors du 10e congrès du Parti communiste vietnamien (PCV), il est élu membre du comité central et du bureau politique du PCV. Il a été président de l'Assemblée nationale vietnamienne du 26 juin 2006 au 27 juillet 2011.
En 2011, à l'occasion du 11e congrès du parti qui se tient du 12 au 19 janvier, il est élu secrétaire général du Parti communiste vietnamien, succédant à Nông Đức Mạnh,.
Le 23 octobre 2018, il est élu président de l'État par l'Assemblée nationale avec 476 voix sur 477, succédant à Trần Đại Quang, mort en fonction un mois auparavant.
Candidat à sa réélection au 13e congrès du Parti communiste en janvier 2021, il fait figure de favori, étant conforté par sa bonne gestion de la pandémie de Covid-19, avec un faible nombre de décès liés à la maladie et une croissance économique de 2,4 % en 2020, soit l'une des plus élevées au monde.
Le 31 janvier 2021, il est réélu secrétaire général pour un troisième mandat de cinq ans par le 13e congrès national du parti.
Le 1er février 2021, il tient une conférence de presse où il déclare : « Je ne suis pas en grande santé […] Je suis âgé et j'aimerais me reposer, mais le Congrès m'a élu, je vais donc accomplir mon devoir en servant comme militant de mon parti ».

### Mort
Dirigeant le plus puissant du pays, Nguyễn Phú Trọng meurt à l'âge de 80 ans le 19 juillet 2024 : « En raison de son âge avancé et de la maladie, il est décédé » dans un hôpital militaire de la capitale Hanoï,.

## Distinction
- 2018 : Doctorat honoris causa de l'université de La Havane[9]